# Ruuskeri
Ruuskeri (russe : Родшер, en finnois : Ruuskeri) est une île située dans le golfe de Finlande. 
L'île fait partie du raïon de Vyborg de l'oblast de Léningrad en Russie.

## Géographie
Ruuskeri est située à environ 18 km au sud- ouest de Suursaari à la frontière entre l'Estonie et la Russie .
L'île il a un phare en pierre de 19 mètres de haut. 
Ruuskeri est inhabitée et le phare fonctionne en mode automatique.

## Histoire
L'île de Ruuskeri avait déjà un phare dès 1818. En 1886, un nouveau phare octogonal en brique y est construit. 
Faisant partie de la Finlande, Ruuskeri faisait partie de la municipalité de Suursaari.
En 1940,  Ruuskeri fera partie des territoires cédés par la Finlande à l'Union soviétique dans le cadre de l'armistice de Moscou après la guerre de continuation.